# Imran Musa Zangi
Imran Musa Zangi (* 22. února 1958, Teherán, Írán) je český lékař specializující se v oboru oftalmologie, optik a perkusionista íránsko-iráckého původu.

## Osobní život
Narodil se v Teheránu, od dvou let žije v Praze. Matka, původem z Íránu, vystudovala textilní návrhářství na Vysoké škole uměleckoprůmyslové. Otec, původem Iráčan, do Československa přijel v rámci diplomatické mise, později v Praze postgraduálně absolvoval obor analytická chemie. V mládí Imran Zangi závodně krasobruslil, patnáct let účinkoval v dětské revue po Evropě.
Po ukončení sportovního gymnázia pokračoval ve studiu všeobecného lékařství na Fakultě všeobecného lékařství Univerzity Karlovy v Praze. Pro specializaci očního lékaře se rozhodl již ve čtrnácti letech. Od promoce působil řadu let na Oční klinice 1. LF UK a VFN v Praze (dříve její části II. oční klinice), pracoval také jako vedoucí lékař Centra péče o zrak Ústavu lékařské kosmetiky v Praze a v současnosti se věnuje své optice. Složil dvě atestace z oftalmologie.
Již během vysokoškolského studia začal od roku 1980 koncertovat s Miki Volkem a skupinou B komplex. Následně spolupracoval pět let s Horkým dechem Jany Koubkové, byl členem či hostem několika kapel jako Yo Yo Band, Yandim Band, Dan Kohout Band, -123 min. nebo Monkey Business.
Společně s pianistou Martinem Kratochvílem a kytaristou Tonym Ackermanem vytvořili vlastní trio. V roce 1984 získal jako první v Československu kvalifikaci instrumentalisty na perkuse.
Je také výtvarně činný, preferuje kaligrafii a figurální malbu. Hovoří persky, arabsky, anglicky a rusky.
Má íránské občanství. České občanství a cestovní pas získal až v dospělosti po narození syna Filipa. Za manželku má notářku JUDr. Janu Zangiovou rozenou Beránkovou, bývalou československou krasobruslařku, která na mistrovstvích světa 1981 a 1982 obsadila v kategorii tanečních dvojic s Janem Bartákem 9. místo.